# Коньяспор
«Коньяспор» (тур. Konyaspor Kulübü) — турецький футбольний клуб з міста Конья. 
Виступає в Турецькій Суперлізі. Матчі проводить на стадіоні «Конья Бююкшехір».

## Історія
Клуб засновано 1922 року як «Конья Генчлербірлігі». Після об'єднання 1965 року з командами «Мерамспор», «Сельчукспор» та «Чіментоспор» клуб отримав назву «Коньяспор». Клубними кольорами обрано спершу чорний і білий. А 1981 року змінено на зелений і білий після злиття з клубом «Конья Ідманюрду». 
У Турецькій Суперлізі команда провела 12 сезонів (1988—1993, 2003—2009, 2010—2011, 2013—).

## Досягнення
- Чемпіонат Туреччини: 7-е місце (1989/90, 2005/06)
- Володар Кубка Туреччини (1): 2016/17
- Володар Суперкубка Туреччини (1): 2017

## Відомі гравці
- Серхат Акин
- Айкут Коджаман